# Skårup Høje
Skårup Høje är en kulle i Danmark.   Den ligger i Thisteds kommun i Region Nordjylland, i den nordvästra delen av landet, 260 km nordväst om Köpenhamn. Toppen på Skårup Høje är 36 meter över havet. Skårup Høje ligger på halvön Hannæs. Närmaste större samhälle är Fjerritslev, 16 km öster om Skårup Høje. 